# うまかろう安かろう亭

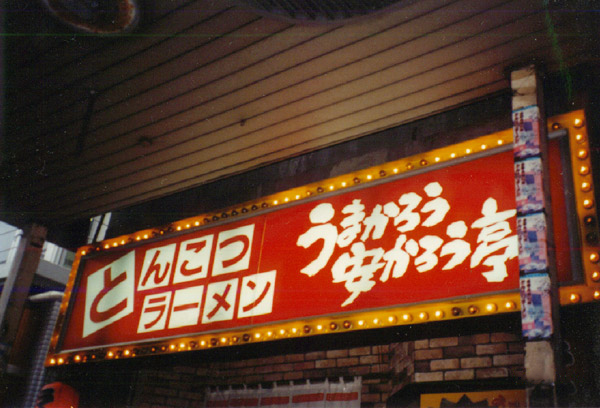
うまかろう安かろう亭亀戸店(1995年6月23日撮影)

うまかろう安かろう亭（うまかろうやすかろうてい）は、かつてオウム真理教の関連会社である株式会社マハーポーシャがかつて営業していた豚骨ラーメン店チェーン。ここでは、オウムが経営していたその他の飲食店についても述べる。

## 概要
当初はオウム真理教との関係を隠して営業していたが、店内には村井秀夫が主体となって開発したとされる空気清浄機「コスモクリーナー」が設置されていた。地下鉄サリン事件以降に店舗がオウム真理教の関連企業であると報道され始めると、開き直ったかのように教団関連のビラや書籍を置くようになった。麻原の逮捕直後は、深夜遅くにオウム真理教の歌を店外にまで聞こえるほどの大音量で流していた。
従業員は全てオウム真理教の信徒で賄われており、店内での業務を「ワーク」と称する修行の一環として行っていたため人件費がほとんどかからなかった。この経営スタイルはパソコン店でも行われていたが、税務上の問題から従業員には「一定の賃金を支払った」とする形にはなっており、そこから布施という体裁をとることで教団に還元させるシステムだった。信者は洗脳されていたり、あるいは恐怖で教団に支配されていたため、タダ働き同然だったが労働争議には発展しなかった。
メニューは、他店で良く見られるような基本メニューに宗教色の強いネーミングのメニューを加えたような構成で、前述のように人件費がほとんどかかっていないことからどのメニューも安価な値段で提供されていた。
創業年は不明だが、1995年（平成7年）5月に麻原彰晃が逮捕されたことに伴い、直後に全店舗が閉店・廃業に追い込まれている。

## その他の飲食店
オウム真理教は、「うまかろう安かろう亭」以外にもいくつかの飲食店を経営していた。
- 喫茶店「Caféうまかっちゃん」[1]
- カレー屋「運命の時」
- 宅配お好み焼き店「阿羅漢」

メニューにあるラーメンやカレーの内容は有名店のコピーのような名称や宗教的な名称が使われていた。また、教団独自の飲料である「アストラルドリンク」という物も提供していた。この他に、オウムの名前を全面的に出した弁当屋「オウムのお弁当屋さん」やスナック「オウムのスナック屋さん」も運営しており、こちらは麻原の顔のイラストをトレードマークにしていた。ちなみに弁当屋は麻原曰く「教団内においては閑職だった」というが、麻原が仕事の意義について説くと信者は納得して仕事に励んだと伝わる。
ルックルックこんにちは（日本テレビ系列）の司会者だった岸部四郎が麻原へインタビューを行った際、岸部が自らオウムのお弁当屋さんの常連客であったと告げたところ、それまで教祖然としていた麻原が急に表情を緩め、普通の人になったという。

## オウムへの勧誘の糸口として
アンケートによる個人情報の収集
うまかろう安かろう亭などのオウムの事業は営利目的、信者の修行という名目も然ることながら、客の住所、氏名、電話番号の情報をアンケートなどで獲得することで、勧誘活動に繋げる目的もあった。学生層向けのアンケート用紙に学校名や学部名を記入する欄を設けることで、高学歴の顧客に当たりを付ける狙いもあった。
うまかろう安かろう亭では「アストラルドリンク」と呼ばれるスポーツドリンクのサービスを餌に、客にアンケートへ協力させるなどの手法が取られた。このアンケート及び個人情報の悪用は弁当屋などの他の事業でも行われた。
宅配サービスによる個人特定
弁当屋の宅配サービスは、オウム側からすれば勧誘候補となる人物の自宅を直接確認できるという利点があり、富裕層であれば高額な布施を引き出すための糸口となった。

## メニュー
- アストラルドリンク - 教団独自の飲料[2]。
- ハルマゲ丼 - 春巻き丼のこと。後に「春巻き丼」に改称[3]。
- ハルマキ丼定食 - ハルマゲドンにかけた中野店のメニュー[1]。
- でっち上げ定食 - 定食のひとつ[4]。
- 九菜（きゅうさい）ラーメン - 亀戸店のメニュー。「救済」にかけている[5]。
- オウムレツセット - オムレツのこと。
- ポアカレー - チキンカツカレーのこと。「CAFEうまかっちゃん」で予定されていたが中止された[6]。
- 2001年宇宙の舞踏会 - 宅配お好み焼き店「阿羅漢」のモダン焼き。他に「1999年阿羅漢の危機」というメニューも存在した。

## かつて存在した店舗
うまかろう安かろう亭
- 高円寺店 - 東京都杉並区
- 阿佐ヶ谷店 - 東京都杉並区
- 西荻窪店 - 東京都杉並区
- 明大前店 - 東京都世田谷区
- 亀戸店 - 東京都江東区
- 錦糸町店 - 東京都墨田区
- 小岩店 - 東京都江戸川区
- 中野店 - 東京都中野区
- 江古田店 - 東京都練馬区
- 吉祥寺店 - 東京都武蔵野市（1994年に改装されオウム真理教の道場となる）
- 京都市上京区主税町

このうち中野店と吉祥寺店、江古田店は定食屋で、小岩店は丼屋、明大前店は居酒屋、その他はラーメン店だった。
イタリアンうまかっちゃん（喫茶店）
- 東十条店 - 東京都北区

カフェテリア運命の時（カレー店）
- 西永福店 - 東京都杉並区。その後サティアンショップに転換。

阿羅漢（宅配お好み焼き店）
- 歌舞伎町店 - 後に「流行り」へ改称されたのち、カジノ店「ガネーシャ」に変更。

オウムのお弁当屋さん（宅配／持ち帰り弁当店）
- 池尻店 - 東京都世田谷区。